# Nova Centauri 2013
Die Nova Centauri 2013 – unter anderem auch als V1369 Cen oder PNV J13544700-5909080 bezeichnet – war eine helle Nova im Sternbild Zentaur. Sie wurde am 2. Dezember 2013 vom Amateurastronom John Seach in Australien mit einer Helligkeit von 5,5 mag entdeckt.
Am 14. Dezember 2013 erreichte sie ein Maximum von etwa 3,8 mag und war damit die bisher hellste Nova dieses Jahrtausends   – und leicht mit bloßem Auge zu beobachten.
Das Fermi Gamma-ray Space Telescope beobachtete vom 7. bis 10. Dezember 2013 die Gammastrahlenemission von Centauri 2013. Die Nova wurde durch die Gammastrahlen weiter aufgehellt und der Peak fiel am 11. Dezember 2013 mit dem zweiten optischen Maximum zusammen. Der Swift Gamma Ray Explorer hat am 18. und 25. Februar 2014 sowie am 8. März 2014 Röntgenstrahlung von Nova Centauri 2013 entdeckt.
Im Juli 2015 wurde bekannt gegeben, dass Lithium in der ausgeworfenen Materie von Nova Centauri 2013 entdeckt wurde. Die sehr umfangreichen neuen Daten zeigten ganz klar den Fingerabdruck von Lithium, das sich mit zwei Millionen Kilometern pro Stunde von der Nova entfernt. Das ist der erste Nachweis dafür, dass dieses Element von einer Nova ausgeworfen wurde.
Die Masse des ausgestoßenen Lithiums in Nova Centauri 2013 ist nach Schätzungen nur sehr klein (weniger als ein Milliardstel einer Sonnenmasse). Da es aber in der Geschichte der Milchstraße schon viele Milliarden Novae gegeben hat, erklärt dies hinreichend die beobachtete und unerwartet hohe Lithiumkonzentration in unserer Heimatgalaxie. Dieser Befund ist insofern von Bedeutung, als er die These stützt, dass zusätzliches Lithium in Population-I-Sternen (im Vergleich zu Population-II-Sternen) von Novae stammt.